# Triplophysa shehensis
Triplophysa shehensis es una especie de peces de la familia Balitoridae en el orden de los Cypriniformes.

## Morfología
• Los machos pueden llegar alcanzar los 13,6 cm de longitud total.

## Distribución geográfica
Se encuentra en la India: Jammu y Cachemira. 

## Hábitat
Es un pez de agua dulce.